# Ицукаити
Ицукаити (яп. 五日市町 Ицукаити-мати) был посёлком, расположенным в западной части столичной префекутры Токио в уезде Ниситама, Япония.
Село Ицукаити, было преобразовано в посёлок в составе префектуры Канагава в 1879 году. 1 апреля 1889 года село Конакано вошла в состав посёлка Ицукаити. 1 апреля 1893 уезд Ниситама вместе с уездами Минамитама и Китатама был переведен из префектуры Канагава в столичную префектуру Токио. 1 декабря 1918 года сёла Мицусато и Мэйдзи входят в состав посёлка Ицукаити. 1 июля 1943 года в связи с административной реформой префектура Токио и город Токио объединяються в столичную префектуру Токио. 1 апреля 1955 года сёла Масуко, Токура и Комия входят в состав посёлка Ицукаити. 1 Сентября 1995 году посёлок Ицукаити объединился с городом Акигава в новый город Акируно и, следовательно, больше не существует как независимый посёлок.
На момент его слияния город имел, по оценкам, население 22252 человек, плотность 437 чел./км². Общая площадь составляла 50,90 км²

### История административных изменений
- Хронология

- Таблица

## Географическое положение
Посёлок был расположен на острове Хонсю в префектуре Токио региона Канто. Он был расположен примерно в 56 км к западу от современного уезда Ниситама в Токио и, проходил вдоль бассейна реки Акигава. С ним граничили города Акигава, Хатиодзи, Оме посёлки Хиноде, Окутама и сёла Хинохара, Камикоани

## Промышленность
Производство Конняку

## Известные уроженцы и жители
- Цутому Миядзаки — японский серийный убийца.